# IC 504
IC 504 ist eine linsenförmige Galaxie vom Hubble-Typ S0 im Sternbild Wasserschlange südlich der Ekliptik. Sie ist schätzungsweise 180 Millionen Lichtjahre von der Milchstraße entfernt.
Das Objekt wurde am 8. März 1888 vom US-amerikanischen Astronomen Lewis Swift entdeckt.